# Skog
För andra betydelser, se Skog (olika betydelser).

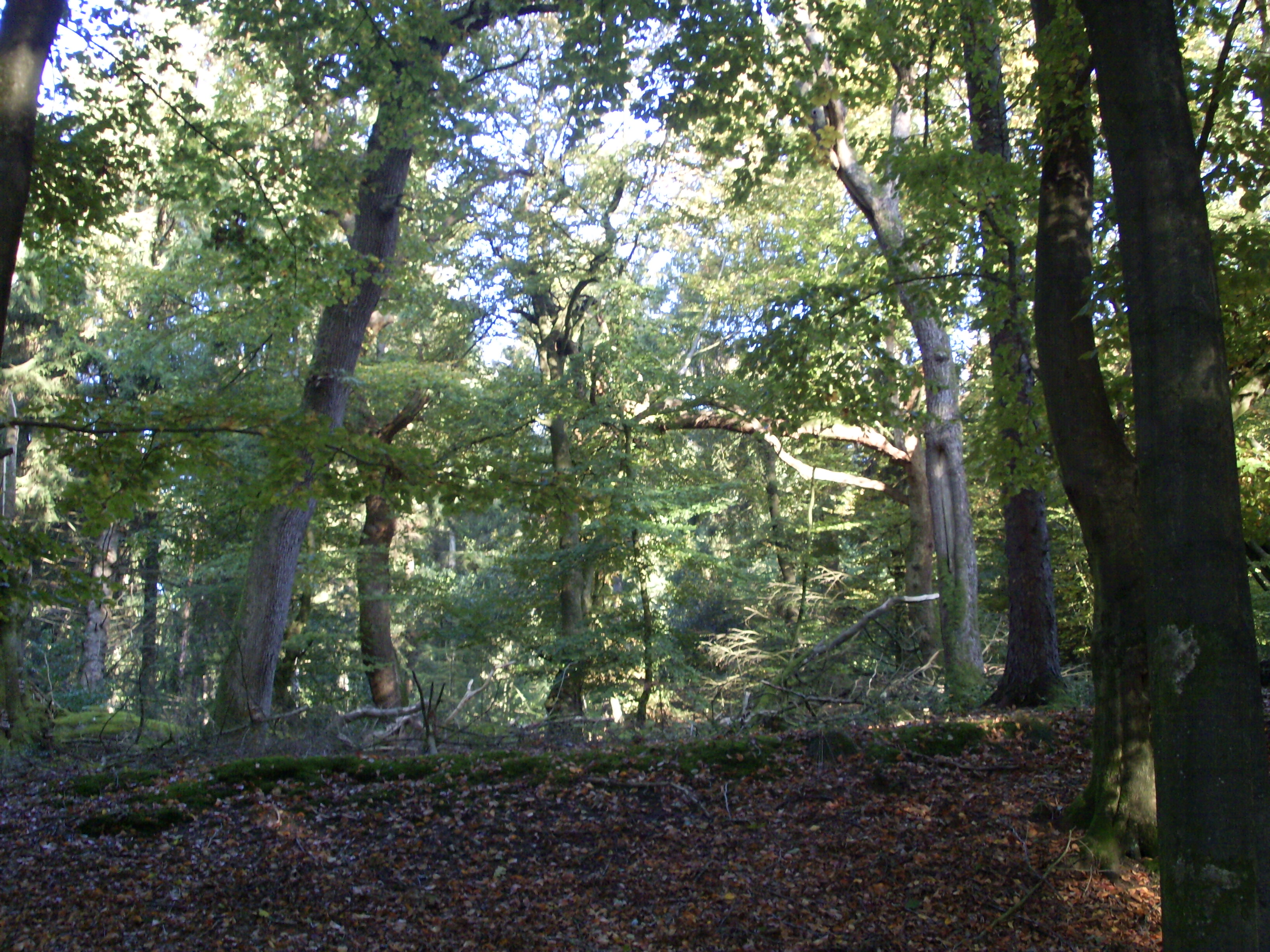
Bokskog i Schleswig-Holstein, Tyskland.

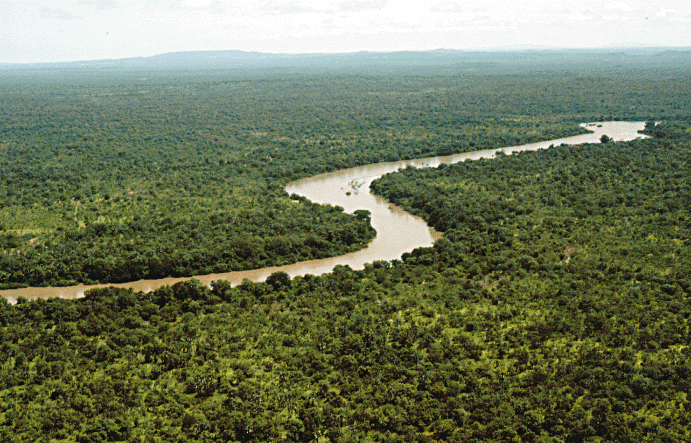
Regnskog i Senegal.

En skog är ett större trädbevuxet område. Skogar är viktiga för människor, djur och livet på jorden. Till skogen räknas såväl träden och undervegetationen liksom andra organismer som har anknytning till träden och marken.
FN:s livsmedels- och jordbruksorganisation (FAO) definierar ett område som skog om det är större än 5 000 kvadratmeter, innefattar träd som är högre än fem meter och om trädkronorna tillsammans täcker minst tio procent av arealen. Det primära syftet med marken ska dessutom inte vara att odla den. Definitionen ändrades mellan 1990 och 2000, varvid mycket större arealer kom att räknas som skog. Kalhyggen i området som tillfälligt står utan träd inräknas i skogen.
De största skogsområdena på jorden utgörs idag av de tropiska regnskogarna, och tajgan, det norra barrskogsbältet, i de tempererade regionerna. I varje klimatzon krävs ett särskilt mått av nederbörd, nödvändig för skogens existens. Annars går växtligheten över till savann, tundra eller öken.
Skogar är mycket komplexa ekosystem. Tillsammans med oceanerna har de stort inflytande på klimatet på jorden. Skogar tar upp och binder stora mängder koldioxid och produktionen av syre är en viktig förutsättning för djurens existens.
Skogen har också en viktig ekonomisk betydelse för människan. Skogsbruk bedrivs över hela världen och den skogliga kunskapen sammanfattas i begreppet skogsvetenskap. Människan förstör och hotar livet i många skogar. På så vis hotar mänskligheten sin egen existens.

## Etymologi
Den första dokumenterade förekomsten i svenskspråkig text är från 1529. I svenskan har ordet tidigare förekommit bland annat i formerna skaug, skof, skoff och skugh, från fornsvenska skogher. Står i avljudsförhållande till skage och roten till ordet är besläktat med det medeltyska "(ge)sche_-n". Grundbetydelsen av ordet är "något framskjutande eller utskjutande".

## Urskog och naturskog respektive trädplantage
Urskog kallas skog som inte utsatts för mänsklig exploatering. Motsatsen är kulturskog och trädplantage, sekundärskog kallas skog som vuxit upp där urskog huggits ned. Ett mellanting är naturskog. Som naturskog definieras den skog som inte har utsatts för mänsklig verksamhet på 150 år.[källa behövs]

## Typer av skog

### Regnskog
Regnskog är skog med hög årlig nederbörd, åtminstone 1500 millimeter, samt präglas året av hög temperatur; mellan 27 och 35 grader Celsius. Kännetecknande för regnskogen är att den är extremt artrik både vad gäller växter och djur. Mer än hälften av alla världens arter finns representerade i regnskogen, varav en tredjedel av världens arter finns i skogens högsta skikt.
Regnskogen brukar indelas i fyra skikt: högsta skiktet, krontaket, mellanskiktet och marken.
Det finns tre typer av regnskog: tropisk regnskog, subtropisk regnskog och tempererad regnskog.
I den tropiska regnskogen är nederbörden jämnt fördelad över året och årstidernas växlingar är inte märkbara. I den subtropiska regnskogen är klimatet varierande och fuktigheten mindre. Klimatet växlar mellan varma regnperioder och korta kalla torrperioder. De subtropiska regnskogarna finns mest på den asiatiska kontinenten. De tempererade regnskogarna finns bland annat på Nordamerikas nordvästkust, i Chile, på Brittiska öarna och i norra Östasien.

### Tajga
Tajgan är ett barrskogsområde som framförallt växer i Sibirien i Ryssland, men som också används för att generellt beskriva barrskogsbältet på norra halvklotet, från Skandinavien till Sibirien, samt i Nordamerika från Alaska genom Kanada till atlantkusten. Taiga förekommer även i Japan.
Taigan är ett av de största skogsområdena med majoriteten av jordens barrträd. Den är dock relativt artfattig på trädslag, särskilt i Norden. Taigan är världens största biom på land och utgör 29 procent av den totala skogsarealen. Tajgan är viktig för den biologiska mångfalden, samt den globala syreproduktionen.

### Granskog
Granskog består till övervägande delen av granar. Tillsammans med dessa lever växter som överlever utan mycket solljus, detta på grund av granens speciella förmåga att skymma solen. Blåbärsris syns ofta tillsammans med gran av denna anledning. Även mossa är vanlig eftersom det är så fuktigt i granskog.
Blåbärsgranskogen är Nordens vanligaste skogstyp. Den trivs bäst med god tillgång till grundvatten och har en rikare flora och fauna än hällmarksskog, men är inte lika frodig och örtrik som ängsgranskog. Blåbärsgranskog täcker omkring 17 procent av Sveriges yta.

### Galleriskog

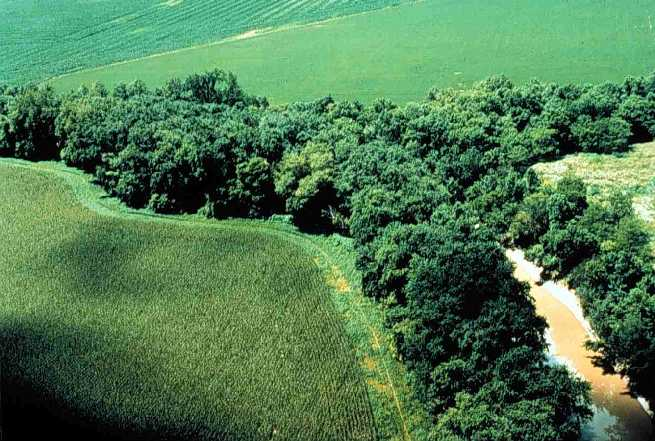
Galleriskog i området runt Eriesjön.

Galleriskog växer i en krans runt en insjö eller följer en flod i stäpp-, öken- eller savannområden, som i för övrigt inte kan bära skog, på grund av att regnet endast fuktar det översta jordlagret. Galleriskogar finns till exempel i Afrikas och Amerikas torra trakter.

### Mangroveskog
Som mangrove betecknas träd och buskar som lever i tropiska eller subtropiska kustregioner med tidvatten. Mangrover ökar stabiliteten i marken. Mangroverötter har dessutom god förmåga att tolerera salt.
Mangroveskogarna försvinner i snabb takt, hälften av de ursprungliga mangroveskogarna är redan borta. Mangroverna har utvecklat en speciell förmåga för att hjälpa sin avkomma till bättre överlevnad. Många mangrovearter har vivipar reproduktion, vilket innebär att trädets frön börjar gro medan de fortfarande är fästa vid trädet. När groddplantan är mogen landar den i vattnet och kan sedan färdas långa sträckor. Den kan överleva i dvala i veckor och månader, till och med över ett år, tills den anländer till en lämplig miljö att slå rot i.

## Hot mot skogen
Det finns olika typer av hot mot skogen, vilka kan leda till avskogning. Den mänskliga invekan, som avverkning, kan påverka skogen. Det intensiva skogsbruket är ett hot mot den biologiska mångfalden i Sverige och andra delar av världen enligt Naturskyddsföreningen. Några andra av de stora hoten är betesskador orsakade av exempelvis älgar, naturkatastrofer som skogsbränder och stormar samt insektsangrepp från exempelvis granbarkborren. Dessutom kan klimatförändringar både direkt och indirekt hota skogen.